# Please Smile My Noise Bleed
Please Smile My Noise Bleed är ett musikalbum av Múm. Albumet släpptes på skivbolaget Morr Music år 2001.

## Låtlista
1. On the Old Mountain Radio
2. Please Sing My Spring Reverb
3. Please Sing My Spring Reverb (Styromix by Styrofoam)
4. Please Sing My Spring Reverb (Caetena Mix by I.S.A.N.)
5. Flow Not So Fast Old Mountain Radio
6. Please Sing My Spring Reverb (Phonem Mix)
7. On the Old Mountain Radio (Christian Kleine Mix)
8. Please Sing My Spring Reverb (Amx Mix)
9. Please Sing My Spring Reverb (B. Fleischmann Mix)